# عز الدين سارودين
عز الدين سارودين (31 مايو 1986 بكوالالمبور في ماليزيا - ) هو لاعب كرة قدم ماليزي في مركز الوسط. لعب مع نادي سلاغور ونادي بهانغ ‏ وKuala Lumpur Football Association ‏.

## روابط خارجية
- عز الدين سارودين على موقع قاعدة بيانات كرة القدم.إي يو (الإنجليزية)
- عز الدين سارودين على موقع Soccerway.com (الإنجليزية)